# Horisme scorteata
Horisme scorteata är en fjärilsart som beskrevs av Otto Staudinger 1901. Horisme scorteata ingår i släktet Horisme och familjen mätare. Inga underarter finns listade i Catalogue of Life.